# 吳乾亨
吳乾亨（？—？），字紹嵩，陝西漢中府金州洵陽縣人，明朝政治人物。

## 生平
嘉靖二十二年（1543年）癸卯科陝西鄉試舉人，嘉靖四十年（1561年）任四川鄰水縣知縣，創建鄰水縣城城池並建四門樵樓。清廉自守。勤慎愛民。其故鄉洵陽縣有為其所立之登雲坊。